# Phlebia phlebioides
Phlebia phlebioides är en svampart som först beskrevs av H.S. Jacks. & Dearden, och fick sitt nu gällande namn av Donk 1957. Phlebia phlebioides ingår i släktet Phlebia och familjen Meruliaceae.   Inga underarter finns listade i Catalogue of Life.